# Oficina de Comunicación Institucional y Prensa del Ministerio de Defensa
La Oficina de Comunicación Institucional y Prensa del Ministerio de Defensa es el órgano del Ministerio de Defensa encargado de la preparación, planificación y desarrollo de la política informativa y comunicación estratégica del Ministerio de Defensa y de sus organismos públicos adscritos.
Estas atribuciones incluyen las relaciones con la sociedad en su conjunto y, en particular, con los medios de comunicación y otras instituciones nacionales e internacionales, así como divulgación de la cultura y conciencia de Defensa, y las campañas correspondientes de publicidad institucional.
Se creó en mayo de 2010 bajo la denominación de Oficina de Comunicación del Ministerio de Defensa y con rango de subdirección general, sustituyendo a la Dirección General de Comunicación de la Defensa, y fue renombrada como Dirección de Comunicación en noviembre de 2017 con el objetivo de reforzar el órgano para conseguir una «mayor colaboración y apoyo constante de la sociedad y la comprensión de todos los ciudadanos». En febrero de 2024, se cambió su denominación a la actual.

## Funciones
Las funciones de la Dirección de Comunicación Institucional de la Defensa se regulan en el artículo 2 del Real Decreto 1399/2018:
- Impulsar, dirigir y mantener las relaciones informativas y de publicidad institucional con los medios de comunicación e instituciones nacionales e internacionales, y con la sociedad en su conjunto.
- Elaborar y difundir información de carácter general del departamento e informar a los medios de comunicación sobre las actividades del ministro de Defensa y de su departamento, así como coordinar su distribución con los órganos de los cuarteles generales de las Fuerzas Armadas, así como con los distintos departamentos ministeriales que tengan encomendada la relación con los medios de información.
- Dirigir la comunicación de la cultura y conciencia de Defensa.
- Mantener relaciones informativas con los órganos competentes en comunicación estratégica de las organizaciones internacionales de las que España forma parte, así como de los cuarteles generales internacionales.
- Coordinar la acción informativa exterior que desarrollan las consejerías y agregadurías de Defensa de las representaciones diplomáticas de España.
- Dirigir la comunicación interna del departamento y coordinar con los órganos de los cuarteles generales de las Fuerzas Armadas y de los diferentes organismos del Ministerio de Defensa el contenido de sus respectivas informaciones internas.
- Asumir la dirección funcional y editorial de la Revista Española de Defensa y de todas las publicaciones de carácter no específicamente técnico-administrativo pertenecientes al Ministerio de Defensa.
- Dirigir la cobertura informativa de las visitas y viajes del Ministro de Defensa, y coordinarla con la Casa Real en aquellos eventos en que presida Su Majestad El Rey y con otros departamentos ministeriales en los viajes de Estado, así como coordinar con los Cuarteles Generales de las Fuerzas Armadas y los distintos organismos del Ministerio de Defensa la comunicación de aquellas actividades que contribuyan a la cultura y conciencia de Defensa.
- Realizar los seguimientos de la información aparecida en los medios de comunicación, tanto nacionales como internacionales, para su posterior análisis y tratamiento documental, así como gestionar y mantener las bases de datos establecidas al efecto.
- Coordinar la difusión adicional de informaciones y datos recibidos de otros Departamentos ministeriales, cuando así se determine.
- Gestionar y coordinar con los diferentes órganos competentes en esta materia de las Fuerzas Armadas y de los distintos departamentos ministeriales para mantener actualizado el contenido de la página electrónica del Departamento.
- Colaborar con la Secretaría General Técnica en materia de acceso a la información pública en el ámbito del Ministerio de Defensa, de acuerdo a lo establecido en la Ley 19/2013, de 9 de diciembre, de transparencia, acceso a la información pública y buen gobierno.
- Facilitar el acceso a la información pública en el ámbito del Ministerio de Defensa, de acuerdo a lo establecido en la Ley 19/2013, de 9 de diciembre, de transparencia, acceso a la información pública y buen gobierno.
- Dirigir y mantener abiertos canales de comunicación con los medios de comunicación y con los ciudadanos a través de internet y, especialmente, de las redes sociales, así como coordinar y supervisar el resto de cuentas abiertas en estas plataformas de los departamentos del Ministerio de Defensa y de las Fuerzas Armadas.
- Analizar la legislación vigente en materia informativa, estudiar la incorporación de nuevas tecnologías de información a la acción informativa del Ministerio de Defensa y proponer medidas para su mejora.
- Actuar como portavoz oficial del departamento.

## Estructura
La Dirección de Comunicación está encabezada por el director de Comunicación, que es el responsable del planeamiento, ejecución y coordinación de la comunicación estratégica del Departamento, y de éste dependen:
- El jefe de Prensa, para asistir al director en sus cometidos.
  - La Unidad de Narrativa, que es la unidad especializada en elaborar, desarrollar y distribuir los documentos, mensajes y argumentarios que se consideren necesarios que contribuyan a garantizar la coherencia y el esfuerzo desarrollado por la comunicación estratégica en todos los niveles y, de este modo, fomentar una cultura de la defensa en España.
  - La Unidad de Producción, que es la responsable de la coordinar, organizar y ejecutar eventos y actividades de comunicación, así como de la relación con los medios de comunicación, que contribuyen a dar visibilidad a las políticas del Ministerio de Defensa y, como parte del mismo, de las Fuerzas Armadas, contribuyendo, por su parte, a la difusión de la cultura de la defensa. Asimismo, esta unidad coordina y gestiona los contenidos y recursos audiovisuales, así como de diseño gráfico, del Ministerio.
  - La Unidad de Análisis, que es la unidad especializada en la monitorización del entorno de la información, así como el análisis posterior, que ayuden a una comunicación efectiva de la Dirección de Comunicación. De este modo, observará, estudiará y ofrecerá los datos cuantitativos necesarios que permitan alcanzar una comunicación cualitativamente eficaz.
  - La Unidad de Contenido Digital, que se encarga de establecer las directrices necesarias para el uso de las plataformas digitales y su adaptación a la especificidad de cada una de ellas, así como de coordinar las diferentes cuentas existentes en redes sociales de los órganos implicados en el desarrollo de la comunicación estratégica.

De esta Subdirección General dependen todos los órganos de las Fuerzas Armadas y de los organismos autónomos del Ministerio encargados de las comunicaciones.